# Arctolamia luteomaculata
Arctolamia luteomaculata là một loài bọ cánh cứng trong họ Cerambycidae.